# Премия имени И. М. Губкина
Премия имени И. М. Губкина — советская и российская научная премия в области геологии нефти и газа, присуждаемая в 1951—1990 годах АН СССР, а с 1995 года — РАН.

## История
Премия названа в честь академика АН СССР Ивана Михайловича Губкина (1871—1939).
Присуждается Отделением наук о Земле РАН «за выдающиеся научные работы в области геологии нефти и газа».

## Лауреаты премии
- 1951 — Сергей Филиппович Федоров — за работу «Поиски и разведка на нефть и газ в Саратовском Поволжье»
- 1951 — Измаил Ибрагимович Енгуразов — за работу «Поиски и разведка на нефть и газ в Саратовском Поволжье»
- 1951 — Николай Леонидович Гущин — за работу «Поиски и разведка на нефть и газ в Саратовском Поволжье»
- 1951 — Евсей Маркович Геллер — за работу «Поиски и разведка на нефть и газ в Саратовском Поволжье»
- 1952 — Михаил Иванович Варенцов — за работу «Геологическое строение западной части Куринской депрессии»
- 1952 — Евсей Максимович Смехов — за работу «Геологическое строение острова Сахалина и его нефтегазоносность»
- 1960 — Василий Дмитриевич Наливкин — за общее научное руководство проведением исследований и сбором материалов, вошедших в монографию; за руководство составлением всей монографии, а также как одному из основных авторов тома «Тектоника»
- 1960 — Эпаминонд Эпаминондович Фотиади, Леонид Николаевич Розанов, Юрий Александрович Притула, Всеволод Николаевич Тихий, Владимир Алексеевич Успенский — за работу по комплексному изучению и обобщению материалов по геологии нефти и нефтегазоносности Волго-Уральской области, изложенную в томах монографии «Волго-Уральская нефтеносная область» — «Тектоника», «Нефтеносность», «Девонские отложения» и «Геохимическая характеристика нефтей и других битумов» (Труды ВНИГРИ, Новая серия, вып.100, 104, 106, 107)
- 1962 — Мария Васильевна Кленова — как ведущим авторам за монографию «Геологическое строение подводного склона Каспийского моря» (1962 г)
- 1962 — Владимир Филиппович Соловьев — как ведущим авторам за монографию «Геологическое строение подводного склона Каспийского моря» (1962 г)
- 1962 — Надежда Сергеевна Скорнякова — как ведущим авторам за монографию «Геологическое строение подводного склона Каспийского моря» (1962 г)
- 1965 — Степан Павлович Максимов — за работу «Закономерности размещения и условия формирования залежей нефти и газа в палеозойских отложениях», издание 1964 года
- 1967 — Акрамходжаев, Абид Муратович — за работу «Перспективы промышленного освоения нового газонефтяного района Западного Узбекистана (Каракалпакская АССР)».
- 1968 — Наталия Юрьевна Успенская — за работу «Нефтегазоносные провинции СССР» (издание 1966 г)
- 1968 — Зейнал Алимарданович Табасаранский — за работу «Нефтегазоносные провинции СССР» (издание 1966 г)
- 1972 — Василий Андреевич Соколов — за монографию «Геохимия природных газов», издание 1971 года
- 1974 — Жарко, Николай Степанович — за создание установки спутника
- 1974 — Алексей Эмильевич Конторович — за монографию «Миграция рассеянных битумоидов»
- 1974 — Андрей Алексеевич Трофимук — за монографию «Миграция рассеянных битумоидов»
- 1974 — Владислав Станиславович Вышемирский — за монографию «Миграция рассеянных битумоидов»
- 1977 — Николай Брониславович Вассоевич — за серию работ по происхождению нефти и газа
- 1979 — Балденко, Дмитрий Фёдорович — за создание малогабаритных забойных двигателей
- 1980 — Иван Иванович Нестеров — за монографию «Закономерности распределения крупных месторождений нефти и газа в земной коре»
- 1980 — Фарман Курбан-оглы Салманов — за монографию «Закономерности распределения крупных месторождений нефти и газа в земной коре»
- 1980 — Вера Васильевна Потеряева — за монографию «Закономерности распределения крупных месторождений нефти и газа в земной коре»
- 1984 — Василий Валерианович Вебер — за серию работ по геологии нефти и газа
- 1986 — Василий Дмитриевич Наливкин — за серию работ по теме «Теоретические основы, методология, система методов количественного прогноза нефтегазоносности и результаты их практического применения»
- 1986 — Михаил Даниилович Белонин — за серию работ по теме «Теоретические основы, методология, система методов количественного прогноза нефтегазоносности и результаты их практического применения»
- 1986 — Гурий Петрович Сверчков — за серию работ по теме «Теоретические основы, методология, система методов количественного прогноза нефтегазоносности и результаты их практического применения»
- 1990 — Сергей Германович Неручаев — за монографию «Уран и жизнь в истории Земли»
- 1995 — Николай Алексеевич Крылов — за монографию «Нефтегазоносные бассейны континентальных окраин»
- 1995 — Юрий Константинович Бурлин — за монографию «Нефтегазоносные бассейны континентальных окраин»
- 1995 — Леонид Исаакович Лебедев — за монографию «Нефтегазоносные бассейны континентальных окраин»
- 1999 — Габриэль Давыдович Гинсбург — за монографию «Субмаринные газовые гидраты»
- 1999 — Валерий Алексеевич Соловьев — за монографию «Субмаринные газовые гидраты»
- 2001 — Александр Александрович Петров — за монографию «Углеводороды нефти» и цикл статей.
- 2001 — Балденко, Дмитрий Фёдорович — за создание многофункционального технологического комплекса для бурения горизонтальных скважин и боковых стволов.
- 2004 — Виктор Ефимович Хаин — за серию работ «Создание эволюционно-геодинамической концепции флюидодинамической модели нефтеобразования и классификации нефтегазоносных бассейнов на геодинамической основе»
- 2004 — Борис Александрович Соколов — за серию работ «Создание эволюционно-геодинамической концепции флюидодинамической модели нефтеобразования и классификации нефтегазоносных бассейнов на геодинамической основе»
- 2004 — Технология эксплуатации скважин установками гидроструйных насосов с двухрядным лифтом (Авторы: А. Н. Дроздов, В. С. Вербицкий, А. В. Деньгаев, Д. Н. Ламбин, А. М. Кочергин, В. В. Курятников);
- 2005 — Дроздов, Александр Николаевич[2]
- 2006 — 1. Интенсификация добычи нефти (Авторы: Л. Х. Ибрагимов, И. Т. Мищенко, Д. К. Челоянц); 2. Солеобразование при добыче нефти (Авторы: И. Т. Мищенко, В. Е. Кашавцев); «Новая технология поддержания пластового давления при разработке массивной нефтяной залежи» (Авторы: Чижов С. И., Репей A.M., Шевченко А. К.,Юркив Н. И., Федотов И.Б); "Программный комплекс «Автотехнолог» (Авторы: Ивановский В. Н., Сабиров А. А., Фролов С. В., Дарищев В. И., Каштанов В. С., Николаев Н. М., Пекин С. С., Пузанов О. В., Макулов О.А); «Нефтяные родники России» (Авторы: И. Г. Фукс, А. А. Матвейчук, С. А. Казарян. Общая редакция: А. И. Владимиров); «Рациональная разработка нефтяных месторождений» (Авторы: Лысенко В. Д., Грайфер В.И); «Обустройство морских нефтегазовых месторождений» (Авторы: Гусейнов Ч. С., Иванец В. К., Иванец Д.В); «Научно-обоснованная технология подземных хранилищ газа» (Авторы: Р. А. Валиуллин, И. А. Гафаров, Ю. В. Глаголев, А. С. Деркач, Ю. Н. Попов, В. В. Стрельченко, С. А. Хан, Р. Ф. Шарафутдинов, В. Ф. Шулаев); «Эффективность форсированного отбора жидкости на нефтяных месторождениях Самарской области» (Авторы: С. П. Акташев, Г. А. Ковалева, В. И. Колганов, А. С. Немков, А. П. Обиход, А. А. Пашкаев, Б. П. Усачев, В. А. Шашель, В. А. Шпан); «Повышение эксплуатационной надежности магистральных газопроводов, газовых промыслов и ПХГ методами коррозионного мониторинга» (Авторы: И. Г. Ткаченко, А. Г. Шестериков, А. В. Мирошниченко, С. В. Коуров, В. В. Гринюк, Н. И. Москвитина, А. Н. Касымов, А. Л. Подвальный, А. Р. Мусаев); «Теория и практика комплексного обеспечения промышленной и экологической безопасности нефтепродуктопроводов» (Авторы: С. И. Иванов, А. Н. Мокшаев, С. А. Михайленко, Г. Л. Гендель, А. В. Швец, В. Г. Исламкин, А. В. Клейменов, В. М. Кушнаренко); «Справочник бурового мастера» (Коллектив авторов: В. П. Овчинников, С. И. Грачев, А. А. Фролов. Научно-практическое издание в 2-х томах)
- 2007 — Виктор Семенович Сурков — за монографию «Геологическое строение и нефтегазоносность нижней-средней юры Западно-Сибирской провинции»
- 2007 — Альберт Михайлович Казаков — за монографию «Геологическое строение и нефтегазоносность нижней-средней юры Западно-Сибирской провинции»
- 2007 — Лев Васильевич Смирнов — за монографию «Геологическое строение и нефтегазоносность нижней-средней юры Западно-Сибирской провинции»
- 2010 — Анатолий Николаевич Дмитриевский — за «Атлас карбонатных коллекторов месторождений нефти и газа Восточно-Европейской и Сибирской платформ»
- 2010 — Ксения Ивановна Багринцева — за «Атлас карбонатных коллекторов месторождений нефти и газа Восточно-Европейской и Сибирской платформ»
- 2010 — Регина Анатольевна Бочко — за «Атлас карбонатных коллекторов месторождений нефти и газа Восточно-Европейской и Сибирской платформ»
- 2013 — Виктор Николаевич Николаевский — за авторский сборник «Геомеханика»
- 2016 — Виктор Иванович Ермолкин — за учебник «Геология и геохимия нефти и газа»
- 2016 — Вагиф Юнус оглы Керимов — за учебник «Геология и геохимия нефти и газа»
- 2016 — Балденко, Дмитрий Фёдорович — за плодотворную работу в редколлегии специализированного журнала «Бурение и нефть»
- 2022 — Леопольд Исаевич Лобковский — за монографию «Геологическое строение и нефтегазоносность современных и древних континентальных окраин Атлантического океана»
- 2022 — Алие Забанбарк — за монографию «Геологическое строение и нефтегазоносность современных и древних континентальных окраин Атлантического океана»